# Gauthier Caron
Gauthier Caron (27 dicembre 1989) è un calciatore francese, attaccante del Fola Esch.

## Carriera
In carriera ha giocato 23 partite di qualificazione per l'Europa League, tutte con il Differdange 03.

## Palmarès

### Club

#### Competizioni nazionali
- Campionato lussemburghese: 1

Fola Esch: 2020-2021
- Coppa del Lussemburgo: 2

Differdange 03: 2013-2014, 2014-2015